# Kenjirō Todoroki
Kenjirō Todoroki (jap. 轟 賢二郎 Todoroki Kenjirō; ur. 1 września 1975) – japoński żeglarz sportowy. Brązowy medalista olimpijski z Aten.
Zawody w 2004 były jego jedynymi igrzyskami olimpijskimi. Startował w klasie 470. W 2004 Japończycy zajęli trzecie miejsce, partnerował mu Kazuto Seki. W 2002 zajęli drugie miejsce na igrzyskach azjatyckich.